# Schwaan
Schwaan är en stad med omkring 5 100 invånare i det tyska förbundslandet Mecklenburg-Vorpommern.
Staden ingår i kommunalförbundet Amt Schwaan tillsammans med kommunerna Benitz, Bröbberow, Kassow, Rukieten, Vorbeck och Wiendorf.

## Geografi
Staden är belägen vid Warnowfloden och ån Beke, mellan städerna Rostock och Güstrow i distriktet Rostock.
I dag har staden Schwaan fem ortsdelar:  Bandow, Dorf Tatschow, Hof Tatschow, Letschow och Schwaan.

## Historia
Schwaan omnämns första gången 1232 (Syuuan), 1276 som civitas.
Under 1200-talet tillhörde orten herrskapet Werle och kom 1348 till hertigdömet Mecklenburg.
Jacob Marcus föddes i Schwaan c. 1749.

### 1800-talet
Under 1800-talet anslöts Schwaan till järnvägslinjerna Rostock-Hamburg (1850) och Rostock-Güstrow (1887).

### Befolkningsutveckling
Befolkningsutveckling  i Schwaan
Källa: :,,

## Kommunikationer
Schwaan ligger vid järnvägslinjerna Rostock-Güstrow (Rostocks pendeltågsnät) och Rostock-Schwerin/Hamburg.
Öster om staden ligger regionalflygplatsen Rostock-Laage.